# Kazimierz Pomiankowski von Wiara
Kazimierz Pomiankowski von Wiara (ur. 20 lutego 1843 w Glinach, zm. 28 października 1911 we Lwowie) – tytularny marszałek polny porucznik cesarskiej i królewskiej Armii.

## Życiorys
Urodził się w rodzinie urzędnika państwowego. Ukończył naukę w zakładzie wychowawczym we Lwowie. W 1857 roku został przyjęty do Szkolnej Kompanii Pionierów w Tulln. 1 września 1860 rozpoczął służbę wojskową, jako podoficer 2. Batalionu Pionierów w Linzu. W 1864 został podporucznikiem 2. klasy w 6. Batalionie Pionierów w Bratysławie. W 1866, jako oficer 3. Batalionu Pionierów w Weronie, wziął udział w wojnie prusko-austriackiej na froncie włoskim. W następnym roku został adiutantem 3. Batalionu Pionierów, który stacjonował w Ptuju i wchodził w skład Pułku Pionierów.
13 listopada 1896 został mianowany pułkownikiem i przeniesiony do Czeskiego Pułku Piechoty Nr 36 w Libercu na stanowisko komendanta 3. batalionu. W 1898 został przeniesiony do Czeskiego Pułku Piechoty Nr 94 w Terezinie na stanowisko komendanta pułku. 1 kwietnia 1902 został komendantem 93 Brygady Piechoty w Wiedniu należącej do 47 Dywizji Piechoty. 31 października tego roku został mianowany generałem majorem i przeniesiony na stanowisko komendanta miasta Lwowa. 1 kwietnia 1905 został przeniesiony w stan spoczynku, a 4 listopada 1908 mianowany tytularnym marszałkiem polnym porucznikiem. Zmarł 28 października 1911 we Lwowie. Został pochowany na Cmentarzu Łyczakowskim.
Generał był żonaty, miał dwóch synów.

## Ordery i odznaczenia
W czasie służby w c. i k. Armii został mu przyznany:
- Krzyż Oficerski Orderu Franciszka Józefa,
- Order Korony Żelaznej 3. klasy z dekoracją wojenną,
- Signum Laudis Brązowy Medal Zasługi Wojskowej na czerwonej wstążce,
- Medal Wojenny,
- Brązowy Medal Jubileuszowy Pamiątkowy dla Sił Zbrojnych i Żandarmerii,
- Krzyż dla oficerów za służbę wojskową 2 klasy[11].